# 브롱크스 과학고등학교

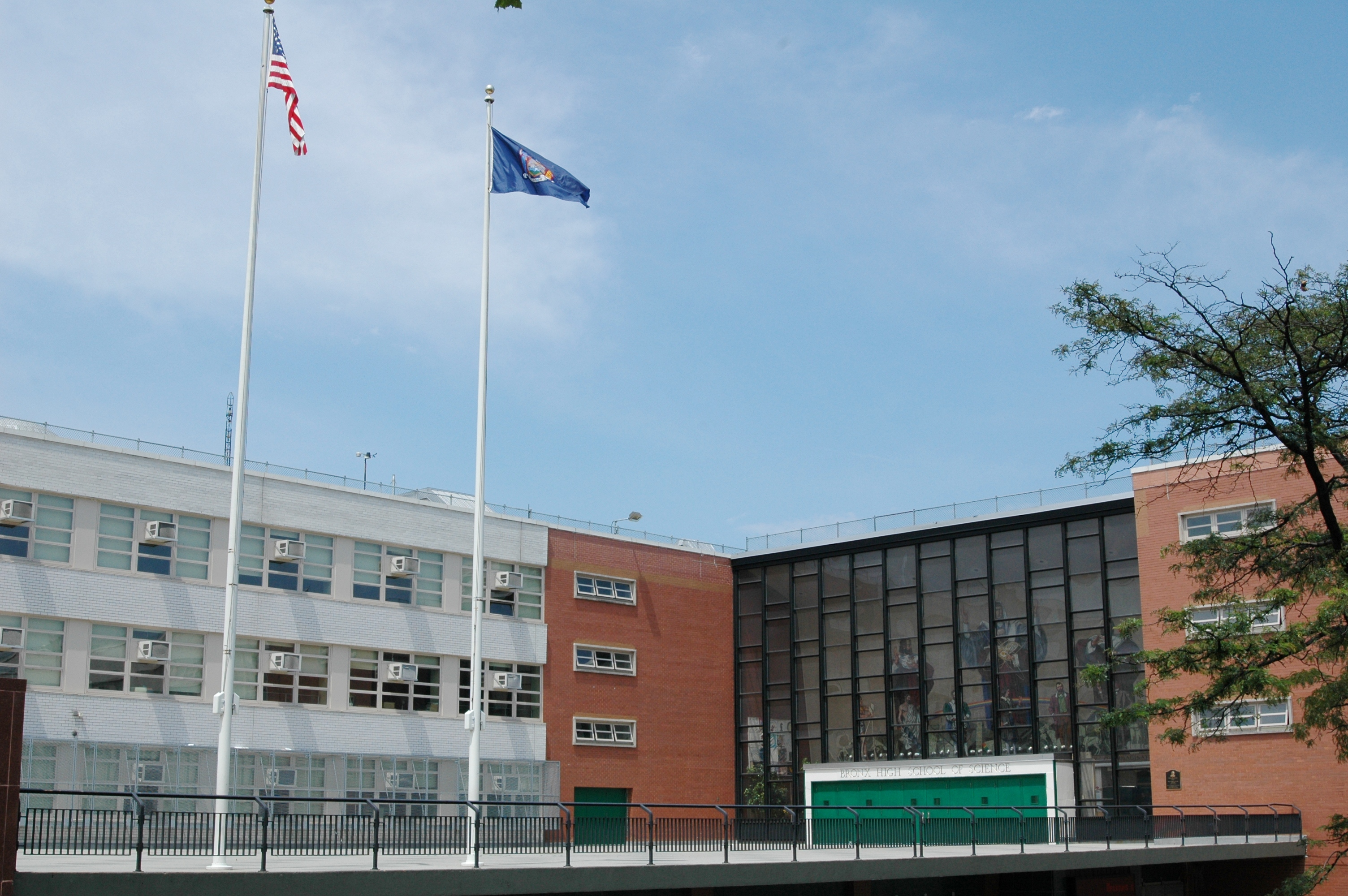

브롱크스 과학고등학교(Bronx High School of Science)는 뉴욕 브롱크스에 위치해 있는 국공립 매그닛 스쿨 전문고등학교이다. 뉴욕 교육국에 의해 운영된다.